# HD59702
HD59702 — хімічно пекулярна зоря спектрального класу
A7 й має видиму зоряну величину в смузі V приблизно  9,1.

## Пекулярний хімічний склад
Зоряна атмосфера HD59702 має підвищений вміст 
Eu
.